# Caistro
Nella mitologia greca, Caistro (in greco antico: Κάϋστρος) era il nome di uno dei figli di Achille e dell'amazzone Pentesilea. 
Nella geografia antica, Caistro era un fiume della Lidia che nasceva nel monte Tmolo e si gettava nel mar Egeo. Corrisponde all'odierno fiume turco Piccolo Meandro (Küçük Menderes), e stesso nome di dio chiamato Potamoi.

## Il mito
Caistro, a volte nominato solo come un fiume dove si radunano molti uccelli a volte come una divinità legata ai fiumi, viene legato al mito di Achille nominandolo come suo figlio. Caistro ebbe anche un figlio da Derceto, tale Efeso e una figlia chiamata Semiramide. 

### Pareri secondari
Il fiume si trovava nella Lidia. Oltre ad apparire nell'Iliade, veniva citato anche da altri autori i quali affermavano che era popolato da cigni.

### Fonti
- Pausania libro VII, 2, 7
- Omero, Iliade II 459-463
- Ovidio, Metamorfosi V, 386-387

### Moderna
- Luisa Biondetti, Dizionario di mitologia classica, Milano, Baldini&Castoldi, 1997, ISBN 978-88-8089-300-4.
- Anna Ferrari, Dizionario di mitologia, Litopres, UTET, 2006, ISBN 88-02-07481-X.
- Pierre Grimal, Enciclopedia della mitologia 2ª edizione, Brescia, Garzanti, 2005, ISBN 88-11-50482-1. Traduzione di Pier Antonio Borgheggiani